# کبوتر کوهی سرامی
کبوتر کوهی سرامی (نام علمی: Gymnophaps stalkeri) گونه‌ای پرنده از خانواده کبوتران است که بومی جزیره سرام در اندونزی است و در جنگل‌های تپه‌ای آن زندگی می‌کند. مدت‌ها این کبوتر زیرگونه‌ای از کبوتر کوهی بورویی در نظر گرفته می‌شد، اما بر اساس تفاوت در نمای ظاهری به دو زیرگونه تقسیم شد. این کبوتر با جثه متوسط است که صورت و سینه‌اش به رنگ صورتی نخودی، زیرتنه‌اش به رنگ صورتی شرابی، گردن، تارک، پشت گردن و ران‌هایش خاکستری و شکم و زیر دمش به رنگ بلوطی تیره است.
کبوتر کوهی سرامی بومی سرام در جزایر ملوک است. این گونه عمدتاً در جنگل‌های تپه‌ای در ارتفاعات ۴۰۰–۲٬۳۰۰ متر (۱٬۳۰۰–۷٬۵۰۰ فوت) زندگی می‌کند، اما معمولاً بالای ۱٬۲۰۰ متر (۳٬۹۰۰ فوت) رایج‌تر است. در یکی از گزارش‌های مربوط به این گونه، هفت فرد در ارتفاع ۱۰۰ متر (۳۳۰ فوت) از سطح دریا یافت شده است.
این گونه بسیار اجتماعی است و اغلب در گله‌های بیش از ۲۰ پرنده دیده می‌شود. از میوه تغذیه می‌کند. گله‌های پرندگان برای جستجوی غذا می‌توانند بیش از ۲۰ پرنده داشته باشند ولی برخی از آنها به بزرگی ۵۰ پرنده هستند.